# A2 Nazionale 1987-1988
L'A2 Nazionale 1987-1988 è stata la 27ª edizione della seconda divisione greca di pallacanestro maschile. La 2ª edizione con il nome di A2.

## Classifica finale
| #  | Teams                         | P  | V  | P  | Pt | Qualificate                        |
| -- | ----------------------------- | -- | -- | -- | -- | ---------------------------------- |
| 1  | Sporting Atene                | 22 | 15 | 7  | 37 | Promozione                         |
| 2  | M.A.S. Filippos Thessalonikīs | 22 | 14 | 8  | 36 | Spareggio promozione/retrocessione |
| 3  | Peristeri                     | 22 | 13 | 9  | 35 |                                    |
| 4  | Pagrati Atene                 | 22 | 13 | 9  | 35 |                                    |
| 5  | P.A.O. Dioikītīriou           | 22 | 11 | 11 | 33 |                                    |
| 6  | Iōnikos Nikaias               | 22 | 11 | 11 | 33 |                                    |
| 7  | Esperos Kallithea             | 22 | 11 | 11 | 33 |                                    |
| 8  | Milōn                         | 22 | 10 | 12 | 32 |                                    |
| 9  | Komotinī                      | 22 | 10 | 12 | 32 |                                    |
| 10 | MENT BC                       | 22 | 9  | 13 | 31 |                                    |
| 11 | A.O. Serrōn                   | 22 | 8  | 14 | 30 | Spareggio promozione/retrocessione |
| 12 | A.O. Near East Kesariani      | 22 | 7  | 15 | 29 | Retrocessa                         |

## Spareggi retrocessione/promozione
La squadra che vince la finale dei play-out dell'A1 Nazionale 1987-1988 e la squadra classificata al secondo posto della A2 Nazionale disputano uno spareggio per un posto nell'A1 Nazionale 1988-1989.
| Squadra 1   | Totale | Squadra 2                     | Gara 1 | Gara 2 | Gara 3 |
| ----------- | ------ | ----------------------------- | ------ | ------ | ------ |
| Panellīnios | 1-2    | M.A.S. Filippos Thessalonikīs | 95-77  | 70-76  | 70-71  |

La squadra classificata all'undicesimo posto dell'A2 Nazionale e la squadra classificata al secondo posto della B Nazionale disputano uno spareggio per un posto nell'A2 Nazionale 1988-1989.
| Squadra 1   | Totale | Squadra 2           | Gara 1 | Gara 2 | Gara 3 |
| ----------- | ------ | ------------------- | ------ | ------ | ------ |
| A.O. Serrōn | -      | Peiraïkos Syndesmos | -      | -      | -      |